# Городское поселение посёлок Артык
Городско́е поселе́ние посёлок Артык — муниципальное образование в Оймяконском улусе Якутии Российской Федерации.
Административный центр — пгт Артык.

## История
Статус и границы городского поселения установлены Законом Республики Саха (Якутия) от 30 ноября 2004 года N 173-З N 353-III «Об установлении границ и о наделении статусом городского и сельского поселений муниципальных образований Республики Саха (Якутия)».

## Население
| 2011 | 2012 | 2013 | 2014 | 2015 | 2016 | 2017 |
| ---- | ---- | ---- | ---- | ---- | ---- | ---- |
| 512  | ↘477 | ↘475 | ↗512 | ↘486 | ↗489 | ↘455 |
| 2018 | 2019 | 2020 | 2021 | 2023 |      |      |
| ↘431 | ↘402 | ↘368 | ↘352 | ↘336 |      |      |

## Состав городского поселения
| № | Населённый пункт | Тип населённого пункта      | Население |
| - | ---------------- | --------------------------- | --------- |
| 1 | Артык            | пгт, административный центр | ↘336      |
| 2 | Делянкир         | село                        | →0        |

упразднённые
- Победа — упразднено в 2007 году